# Macintosh Plus
Lancé en janvier 1986, le Macintosh Plus est une évolution des premiers Macintosh (128K, 512K) d'Apple Computer Inc. dont il dérive. En effet, il était plus puissant (mémoire vive, mémoire morte) et plus ouvert et évolutif.
Il était le premier ordinateur personnel à intégrer un port SCSI, lui permettant de connecter divers périphériques externes : disque dur, lecteur CD-ROM, imprimante, second écran, etc. Il possédait en outre quatre connecteurs mémoire de type SIMM 30-Pin pour étendre sa mémoire jusqu'à 4 Mio (1 Mio en standard), option obtenue en enlevant de la carte-mère une résistance jouant le rôle de jumper. Sa mémoire ROM a été doublée par rapport aux précédents Macintosh et passe à 128 Kio. Le nouveau système d'exploitation fourni (System 3.0/Finder 5.1) prenait en charge la norme SCSI et le système de fichier HFS (Hierarchical File System, dont une évolution est encore utilisée sur les Mac actuels). 
Les logiciels MacWrite, MacPaint et HyperCard (nommé au début WildCard) étaient fournis en standard, mais d'autres applications étaient aussi disponibles: MacDraw, Jazz qui était la première suite bureautique, Switcher,  Microsoft Word, Multiplan devenu Microsoft Excel, Forethought/Microsoft PowerPoint 1.0 ainsi que Aldus PageMaker. C'était l'une des premières implantation de produits Microsoft dans un ordinateur personnel. Associé aux imprimantes LaserWriter et LaserWriter Plus sorties respectivement en mars 1985 et janvier 1986 et utilisant le langage postscript, le Macintosh Plus a été l'un des premiers ordinateurs rendant possible la publication assistée par ordinateur (ou PAO) à l'échelle individuelle, associative mais aussi en entreprise. Associé à des protocoles d'échanges de fichiers et de communication tel que AppleShare ou AppleTalk, il concrétisait la stratégie d'Apple nommée Macintosh Office.
Les premiers modèles avaient un boîtier beige (couleur "Pantone 453") alors qu'à partir de 1987, ils furent vendus dans un boîtier platinium. Bien qu'il ait été rendu obsolète dès mars 1987 par les nouveaux Macintosh (Macintosh SE et Macintosh II), il fut commercialisé jusqu'à fin 1990 comme machine d'entrée de gamme. Sa production cessa à la sortie des Macintosh Classic.
Une version pour le marché de l'éducation fut estampillée "Macintosh Plus ED".

## Caractéristiques
Le Macintosh Plus dispose d’un processeur Motorola 68000 cadencé à 7,8 MHz et de 1 Mo de RAM (extensible jusqu’à 4 Mo). Il est équipé d’un écran intégré monochrome de 9 pouces avec une résolution de 512×342 pixels.

## Périphériques

### Disques durs
Le Macintosh Plus fut le premier Macintosh à pouvoir recevoir un disque dur de la norme SCSI. Le Macintosh 512K pouvait déjà recevoir un disque dur externe, le Apple Hard Disk 20 (de 20Mo, aussi nommé Macintosh Hard Disk 20), dont la connectique s'appuyait sur le connecteur DB-19 des Macintosh, mais il ne pouvait pas - en natif - démarrer dessus. Le Macintosh Plus pouvait utiliser à la fois l'Apple Hard Disk 20 (sur DB-19) et ses successeurs SCSI, dont principalement l'Apple Hard Disk 20SC et démarrer dessus si un système Mac s'y trouvait.
L'ajout d'un disque dur permettait entre autres de pallier le problème des multiples changements et chargements de disquettes 3,5" (passage du système aux données et logiciels) car le Macintosh Plus n'avait pas de disque dur interne (les disques durs internes n'apparaissent qu'avec le Macintosh SE).
Avec le Apple Hard Disk 20 et bien sûr avec le Apple Hard Disk 20SC, il était déjà possible de monter plusieurs disques durs les uns derrière les autres. Dans le cas d'un Apple Hard Disk 20, il était même possible d'ajouter un lecteur de disquettes externe (voir ci-dessous).

### Lecteurs de disquettes
L'utilisation du Macintosh Plus, qui n'a pas de disque dur interne, était largement facilité par l'utilisation d'un second lecteur de disquette. Un lecteur externe de disquette 3,5" (400 ou 800Kio) était le compagnon quasi obligatoire du Macintosh Plus si l'on voulait éviter l'effet "grille pain" dû aux changements incessant de disquettes entre le système et les applications. Le Macintosh Plus pouvait utiliser - par exemple - les lecteurs externes suivants :
- Lecteur Apple/Macintosh 3,5" 400 Ko simple face (réf. : M0130)
- Lecteur Apple/Macintosh 3,5" 800 Ko double face (réf. : M0131)
- Lecteur Apple/Macintosh 3,5" 800 Ko double face (réf. : A9M0106)

La connectique était assurée par une liaison DB-19. De même, il était possible de brancher le lecteur de disquette derrière le disque dur Apple Macintosh Hard Disk 20 sur son port DB-19.

### Imprimantes
Les imprimantes postscript LaserWriter, LaserWriter Plus, LaserWriter II ont été souvent le complément du Macintosh Plus dans le cadre d'un équipement de publication assistée par ordinateur (ou PAO). Elles ont également été les premières imprimantes laser destinées au grand public. Équipées d'une interface série et LocalTalk, elles imprimaient à la vitesse de 8 pages par minute.

### Souris
Le Macintosh Plus était livré avec la souris "Macintosh Mouse" (Ref. : M0100) à connecter sur le port DB-9. Puis en 1987, lors passage au design platinium, la souris fut proposée dans cette couleur.

### Claviers
Le clavier (beige ou platinium selon l'année, réf. : M0110A) se connectait au Macintosh Plus via une prise RJ-9 en façade avec un cordon en spirale. La norme Apple Desktop Bus (ou ADB, qui fut développée pour l'Apple IIgs) ne sera introduite qu'à partir du Macintosh SE.

## Emulateurs
Il est possible d'émuler un Macintosh Plus avec des émulateurs tels que :
- MESS
- Mini vMac